# Картон для пакування рідин

Типова конструкція

Картон для пакування рідин — це багатошаровий картон з високою жорсткістю, міцним проклеюванням і якісним бар'єрним покриттям, наприклад, з пластика. Для пакувальних матеріалів цього типу використовують тільки первинні паперові волокна. Бар'єрне покриття повинно утримувати рідину і запобігати проникненню повітря і ароматизаторів через картон.

## Виробництво
Картон для пакування рідин може складатися до п'яти шарів і формується на багатошаровій папероробних машинах з інтерактивним покриттям. Найчастіше використовують тришарове пакування із грамажем близько 300 г/м 2 . Зазвичай основа, або середній шар, виготовляється із хімічно вибіленої, невибіленої, або хіміко-термомеханічної целюлози або макулатури. Хіміко-термомеханічна целюлоза характеризується більшим об'ємом і жорсткістю. Внутрішній шар виготовляється з хімічно вибіленої целюлози. Бар'єрне покриття залежить від застосування і може наноситися з обох сторін. Як захисний бар'єр для індукційного зварювання використовують шар алюмінієвої фольги, що підходить і для нагрівання вмісту. Зовнішня сторона може використовуватися для друку і мати додатковий шар із високоякісного, хімічно відбіленого паперу, який підходить для друку. Як правило, пакети для рідин термозапаяні.
Для картонного пакування молочних продуктів з коротким терміном зберігання, використовується картон, який з обох сторін вкритий одним шаром поліетилену низької щільності. Для продуктів тривалого зберігання використовується алюмінієва фольга, як бар'єрне покриття, разом із поліетиленом. Зазвичай пластикове покриття на зовнішній стороні характеризується грамажем 12-20 г/м 2, а внутрішнього — 15-60 г/м 2 .
Надзвичайно важливим етапом є санітарна та асептична обробки матеріалів, які контактують з харчовими продуктами.
Для пакувального картону прийнято використовувати два типи форм: цегляну та двосхилу.

## Використання
Такий тип упаковки використовують для пакування напоїв, найпоширенішими є молоко та соки.